# 박쥐나무속
박쥐나무속(Alangium)은 속씨식물의 한 속이다. 층층나무과(Cornaceae)로 분류하거나, 혹은 독립된 박쥐나무과(Alangiaceae)로 분류하기도 한다.

## 특징
관목 또는 교목으로 잎은 홑잎에 어긋나며 턱잎은 없다. 꽃은 흰색, 연한 노란색, 방사상칭이고 양성화이다. 잎겨드랑이에 취산꽃차례로 달리고, 꽃자루에 마디가 있다. 꽃받침은 소형, 절두형, 가장자리에 4-10개의 톱니가 있다. 꽃잎은 4-10장, 겹치지 않고 맞닿아 배열하며 대개 선형이다. 수술은 꽃잎과 같은 수이고, 어긋나며 또는 2-4배수, 안쪽에 털이 있다. 꽃밥은 2실, 선형, 세로로 열개이다. 씨방은 하위, 1-2실, 암술대는 단일, 곤봉 모양이거나 2-3갈래이다. 핵과는 씨가 1개, 꽃받침의 톱니와 화반 위에 자리잡고 있다.

## 종
| - Alangium alpinum (C.B.Clarke) W.W.Sm. & Cave - Alangium barbatum (R. Br.) Baill. - Alangium chinense (Lour.) Harms - Alangium faberi Oliv. - Alangium grisolleoides Capuron - Alangium javanicum (Blume) Wangerin - Alangium kurzii Craib | - Alangium kwangsiense Melch. - Alangium longiflorum Merr. - 단풍박쥐나무 (Alangium platanifolium) (Siebold & Zucc.) Harms - Alangium salviifolium (L.f.) Wangerin - Alangium villosum (Blume) Wangerin - Alangium vitiense (A.Gray) Baill. ex Harms - Alangium yunnanense C.Y.Wu |

한국에는 단풍박쥐나무(Alangium platanifolium (Siebold & Zucc.) Harms)와 그 변종인 박쥐나무(Alangium platanifolium var. trilobum (Miq.) Ohwi)가 있다.